# Владислав Митев
Владислав Мирославов Митев е български футболист, вратар на Чавдар (Етрополе). Роден на 27 февруари 1989 г. в Благоевград. Той е син на дългогодишния вратар на Пирин (Благоевград) Мирослав Митев.

## Кариера
На 20 август 2010 г. Митев подписва двугодишен договор с Пирин (Благоевград). През сезон 2010/11 обаче, не изиграва нито един мач в А група, тъй като е трети избор в тима на „орлетата“, след Атанас Аршинков и Веселин Ганев.
На 18 юли 2011 г. Митев е привлечен в Литекс (Ловеч). Той взема фланелката с №1, освободена от преминалия в Лудогорец (Разград) Урош Голубович. В края на годината клуб и футболист се разделят по взаимно съгласие.
Преминава в Чавдар (Етрополе), където еграе един сезон и записва 22 срещи.
След края на сезона подписва с кипърския Дигенис Ороклини за срок от една година. В края на годината клуба изпада във финансова несъстоятелност и повечето футболисти разтрогват сред които и Митев.